# Jeff Todd Titon
Jeff Todd Titon (* 1943) ist ein US-amerikanischer Musikwissenschaftler, Plattensammler, Autor und Musiker. Er lehrte Literatur, Folklore und Musikethnologie an verschiedenen amerikanischen Universitäten und veröffentlichte zahlreiche Artikel und Bücher.

## Wirken
Titon hat einen B.A. (1965) vom Amherst College, einen M.A. (in Englisch, 1970) und einen Ph.D. (in Amerikanistik, 1971) von der University of Minnesota. Er lehrte von 1971 bis 1986 an der Tufts University, wo er das Programm für Amerikanistik und auch das M.A.-Programm in Musikethnologie mitbegründete, und zwischen 1986 und 2013 an der Brown University, wo er Direktor des Ph.D.-Programms in Ethnomusikologie war. Er hatte Gastprofessuren am Amherst College, Carleton College, Berea College, der East Tennessee State University und dem Folklore Institute der Indiana University inne.
Titon ist Mitherausgeber des Oxford Handbook of Applied Ethnomusicology (Oxford University Press, 2015) und Chefredakteur von Worlds of Music: An Introduction to the Music of the World’s Peoples (Cengage/Schirmer Books, 6. Auflage, 2016). Von 1990 bis 1995 war er Herausgeber von Ethnomusicology, der Zeitschrift der Society for Ethnomusicology.

## Bibliografie (Auswahl)
- Early Downhome Blues: A Musical and Cultural Analysis. University of Illinois Press, 1977; 2. Auflage, University of North Carolina Press, 1994[2]
- Powerhouse for God: Speech, Chant and Song in an Appalachian Baptist Church. University of Texas Press, 1988; 2. Auflage, University of Tennessee Press, 2018[2]
- Toward a Sound Ecology: New and Selected Essays (Indiana University Press, 2020)

## Preise und Auszeichnungen (Auswahl)
- 2015: Auswahl seiner Feldaufnahmen zur Aufbewahrung im National Recording Registry der Library of Congress[2][4]
- 2016: Sein Buch Early Downhome Blues: A Musical and Cultural Analysis wird in der Kategorie „Classics of Blues Literature“ in die Blues Hall of Fame aufgenommen[6]
- 2017: Outstanding Achievement Award der University of Minnesota[2]
- 2020: Lifetime Scholarly Achievement Award der American Folklore Society[2]